# Aceite de rosas

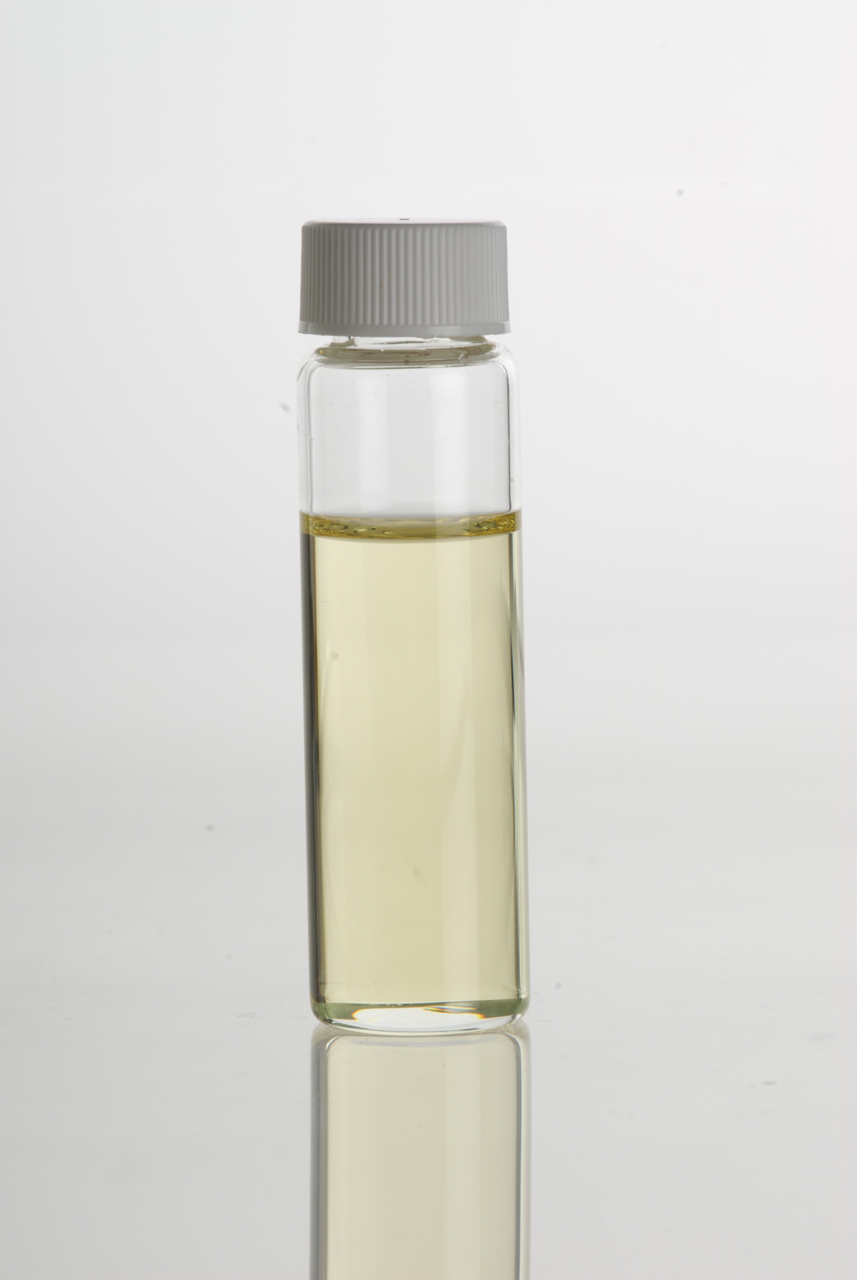
Aceite esencial de (Rosa damascena) en un frasco de vidrio

El aceite de rosas es el aceite esencial extraído de los pétalos de varios tipos de rosas. Se puede obtener mediante destilación a vapor, extracción de solventes y extracción supercrítica de dióxido de carbono, y es principalmente utilizado en perfumería. Aun pese a su alto precio y a la invención de la síntesis orgánica, todavía el aceite de rosas es uno de los aceites esenciales más importantes de los empleados en la perfumería actual.

## Componentes
Existen dos principales especies de rosas que se cultivan para la producción de aceite:
- Rosa damascena, rosa de Damasco, la que crece en Bulgaria, Turquía, Rusia, Pakistán, India, Uzbekistán, Irán y China
- Rosa centifolia, que crece en Marruecos, Francia y Egipto

Los compuestos químicos más comúnmente presentes en el aceite de rosas son:
citronelol, geraniol, nerol, linalool, alcohol fenetílico, farnesol, pineno, terpineno, limoneno, paracimeno, camfeno, cariofileno, citral, acetato de citronelilo, acetato de geranilo, acetato de nerilo, eugenol, óxido, damascenón, benzaldehído, alcohol bencílico
Los compuestos clave que contribuye al sabor y olor distintivo del aceite de rosas son, sin embargo, la beta-damascenona, la beta-damascona, la beta-ionona, y elóxido de rosas. La presencia y cantidad de beta-damascenonas es considerada como in indicadore de calidad del aceite de rosas.
Aunque estos compuestos existan en menos de un 1%, contribuyen en la generación de más del 90% del contenido aromático de los aceites de rosas, debido a su bajo umbral de detección de olor.

## Producción
Debido a que el proceso productivo requiere de un trabajo intensivo, y por el bajo contenido de aceite de los botones, el aceite de rosas tiene un precio muy alto. La cosecha de flores se realiza manualmente, temprano en la mañana (antes del amanecer), y el material debe ser destilado durante el mismo día.
Existen tres métodos principales de extraer el aceite de las plantas:
- Destilación a vapor, que produce un aceite llamado azahar de rosas.
- Extracción de solvente, que resulta en un aceite llamado absoluto de rosa.
- extracción supercrítica de dióxido de carbono, que produce un aceite esencial comercializado tanto como absoluto como extracto de CO2.

### Destilación

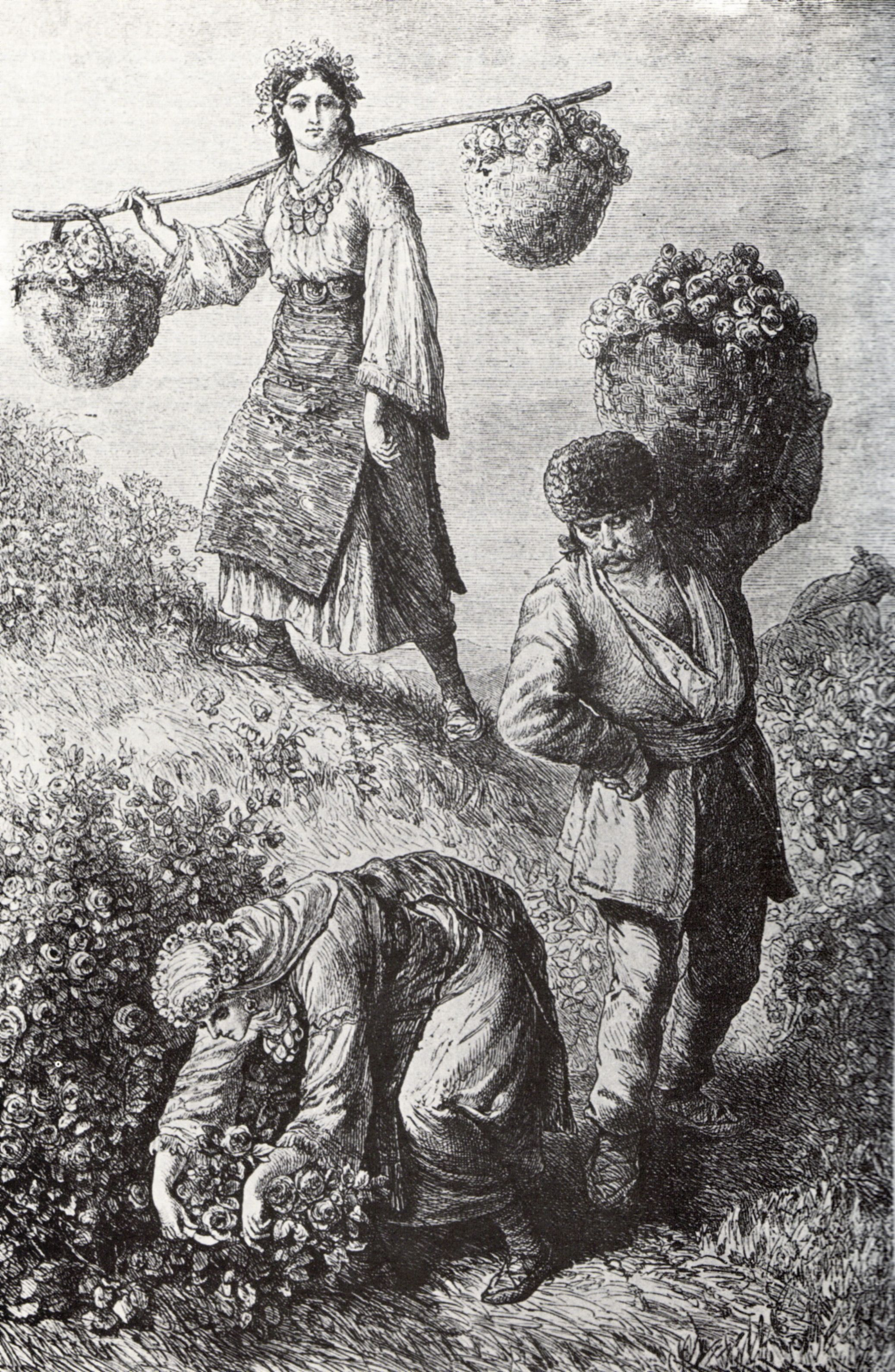
Cosecha de rosas cerca de Kazanlak, Bulgaria, circa 1870. Grabado por Felix Philipp Kanitz.

En el proceso de destilación, grandes alambiques, tradicionalmente de cobre, son llenados con rosas y agua. El alambique es calentado entre 60 y 105 minutos, tras lo cual el vapor de agua y el aceite de rosas salen del alambique, entran a un condensador y son finalmente recolectados en un frasco. De esta destilación se obtiene un aceite muy concentrado, que constituye hasta el 20% del producto final.  El agua en el que se condensa, junto con el aceite es drenado y redestilado, en un proceso de cohobación, a fin de obtener las fracciones solubles en agua del aceite de rosas, como el alcohol feniletílico, que es un componente vital del aroma y que constituye hasta un 80% del aceite. 
Ambos aceites son combinados para elaborar el azahar de rosas, que es usualmente de un color verde oliva oscuro y que forma cristales blanquecinos a temperatura ambiente, los que desaparecen cuando el aceite es entibiado. Tiende a ponerse viscoso a temperaturas más bajas debido a la cristalización de algunos de sus componentes.
La esencia tiene un olor muy fuerte, que se hace más agradable cuando es diluido y usado como perfume. El azahar de rosas era elaborado ya en la Antigüedad, en India, Persia, Siria, y el Imperio otomano. El Valle de las Rosas en Bulgaria, es una de las mayores zonas de producción de azahar de rosas en el mundo.
Debido al calor que se requiere para la destilación, algunos de los compuestos extraídos de la rosa se desnaturalizan, lo que hace que el azahar de rosas no huela muy similar a las rosas frescas. 
La porción de hidrosol del destilado es conocida como agua de rosas, subproducto ampliamente utilizado como saborizante y en la industria cosmética.

### Extracción de solvente
En el método por extracción de solvente, las flores son agitadas en una batea con un solvente, que puede ser hexano, lo que extrae los compuestos aromáticos y otras sustancias solubles como cera y pigmentos. El resultado es sujeto a un proceso de aspirado, que remueve el solvente para su reutilización. La masa remanente, denominada como concreto, es mezclada con alcohol para disolver los constituyentes aromáticos, quitando la cera y otras sustancias.  El alcohol es evaporado a baja presión, dejando como resultado el absoluto.  Éste puede ser procesado posteriormente para remover cualquier impureza que permanezca tras la extracción.
El absoluto de rosas es de color marrón rojizo, descristalizado. A causa de las bajas temperaturas en este proceso, el absoluto puede tener un aroma más similar al de las rosas frescas en comparación con el azahar.

### Extracción de dióxido de carbono
Un tercer proceso, la extracción supercrítica de dióxido de carbono, combina los mejores aspectos de los otros dos métodos. Cuando el dióxido de carbono es sometido a por lo menos 72,9 atm de presión y a una temperatura de al menos 31,1 °C (su punto crítico), se convierte en un fluido supercrítico con las propiedades de permeabilidad de un gas y las propiedades de solvatación de un líquido. (Bajo condiciones de presión normal, el CO2 cambia directamente de estado sólido a gaseoso en un proceso conocido como sublimación.) El fluido supercrítico de CO2 extrae los compuestos aromáticos de la planta.
Al igual que la extracción de solventes, la extracción de CO2 se da en temperaturas bajas, extrae una amplia clase de compuestos posibilitando que la esencia obtenida tenga un perfume más fiel al original, y no altera los compuestos aromáticos producto del calor.  Ya que el CO2 es gaseoso a una presión atmosférica normal, no deja rastros propios en el producto final.

## Adulteración
Para destilar una onza líquida de aceite esencial de rosas, se necesita una gran cantidad de pétalos. Dependiendo del método de extracción utilizado y de la especie de rosa que se use, el rendimiento promedio puede oscilar entre 1:1500 a 1:10000. Para mitigar los costos, algunos productores diluyen aceite de rosas con aceites esenciales de geranio (Pelargonium graveolens) o  limoncillo (Cymbopogon martinii), pues ambos son ricos en geraniol, principal constituyente del aceite de rosas. Algunos de estos "aceites" pueden llegar a estar compuestos de cerca de un 90% de geranio o limoncillo y un 10% de rosa.